# Tercer Cantón la Curva
Tercer Cantón la Curva är en ort i Mexiko.   Den ligger i kommunen Tuzantán och delstaten Chiapas, i den sydöstra delen av landet, 900 km sydost om huvudstaden Mexico City. Tercer Cantón la Curva ligger 39 meter över havet och antalet invånare är 495.
Terrängen runt Tercer Cantón la Curva är varierad. Runt Tercer Cantón la Curva är det ganska tätbefolkat, med 108 invånare per kvadratkilometer. Närmaste större samhälle är Huixtla, 1,7 km norr om Tercer Cantón la Curva. Omgivningarna runt Tercer Cantón la Curva är en mosaik av jordbruksmark och naturlig växtlighet.